# Ulrik Adolf Holstein (1731-1789)
 For alternative betydninger, se Ulrik Adolf Holstein. (Se også artikler, som begynder med Ulrik Adolf Holstein)
Ulrik Adolf Greve Holstein (født 4. februar 1731, død 1. november 1789) var en holstensk officer og overpræsident i København.

## Uddannelse og militær karriere
Han var sønnesøn af storkansleren af samme navn og søn af grev Christian Ditlev Holstein (død 1760). Først gik han militærvejen, blev kornet 1742, og i en alder af ikke mere end 18 år fik han et kompagni i et kyrasserregiment. Det var en afbrydelse i hans officersgerning, at han 1751 fulgte gehejmeråd Carl Juel til Stockholm, da denne blev sendt der hen som ambassadør i anledning af Adolf Frederiks tronbestigelse; men han vendte hurtig tilbage til den militære løbebane, fik generaladjudantstitel (1752), og samtidig blev der givet ham tilladelse til at gå i fransk tjeneste. I nogle år stod han ligesom med det ene ben i den franske hær og med det andet i den danske, han var oberst i den første af disse og oberstløjtnant i den sidste (siden 1755). En plan, han havde om at oprette et rytterregiment i fransk tjeneste under navn af "Royal Danois" med danske og holstenske adelsmænd til officerer, strandede, da han ikke kunne få sit hofs samtykke dertil.
Under Syvårskrigen, der netop nu brød løs, fik han lejlighed til at gøre militære erfaringer, da han dels var ved den franske hær under felttoget 1756, dels overværede den østrigske general Dauns kampagne imod Frederik den Store af Preussen 1757. Det følgende år træffer man ham atter hjemme, hvor han 1758 forrettede generaladjudants tjeneste; men i året 1760 opgav han krigstjenesten for stedse. 2 år senere benyttede J.H.E. Bernstorff ham til et ret vigtigt diplomatisk ærinde, da han nemlig under den kortvarige krig med Rusland 1762 sendte ham til Mecklenburg for der at virke i dansk interesse under felttoget.
Flere gange var der senere tale om at give ham hverv som statsafsending; men, når man undtager, at han en kort tid blev sendt til Berlin for at skaffe sig sikre kundskaber om det preussiske militærvæsen, blev det dog udelukkende i embeder hjemme, at han kom til at virke. Han blev 1764 deputeret i General-Krigsdirektoriet, i hvilken stilling han var ganske uenig i de grundsætninger, hvorefter Claude Louis de Saint-Germain og general Peter Elias von Gähler ville reformere hæren. Der fra blev han efter Christian 7.’s tronbestigelse forflyttet til at blive amtmand i Tønder.

## Militærreformer under Struensee
Struensees styrelsestid fremkaldte dog atter en forandring heri. Den almægtige reformator kaldte ham nemlig (december 1770) over til København, hvor han snart efter blev gjort først til overpræsident for byens styrelse (marts 1771) og derefter desuden til 1. deputeret i finanserne. Denne sidste stilling opgav han dog imidlertid allerede efter et par måneders forløb på grund af uenighed med sine kolleger; men overpræsidentforretningerne drev han med iver og i håb om her at kunne spille en reformators rolle. Holstein passede i visse måder godt til at være Struensees medhjælper. Han var i al ønskelig grad fri for, hvad der kunne kaldes fordomme, landets styrelse var i hans øjne et kaos af forvirring, slendrian og forældede traditioner, og national dansk følelse kendte han ikke, han havde nærmest modbydelighed for det danske folk. "Iver, Virksomhed, personlig Uegennyttighed", har han blandt andet skrevet i sine efterladte optegnelser, "existere aldeles ikke i Danmark." Ved siden deraf havde han lyst til både selv at spille en rolle og til at skabe fremskridt efter datidens oplyste grundsætninger, og om han end fandt, at Struensee gik for uforsigtig frem, kunne han godt række hånden med til pludselige og store forandringer.

## Overpræsident i København
Det stemmede derfor ganske med hans synsmåde, at Københavns styrelse helt omdannedes i april 1771 med kuldkastelse af de gamle privilegier fra 1661. Som overpræsident blev Holstein stillet i spidsen for den nye magistrat, og han tog med iver fat på de reformer i de københavnske kommunale forhold, der hørte til Struensees program. For så vidt han, som det hedder fra pålidelig kilde, gav den første anledning til Hof- og Stadsrettens oprettelse, har han på et vigtigt punkt indlagt sig varig fortjeneste; og det er ubestrideligt, at der var adskilligt godt og rigtigt i, hvad han arbejdede på at gennemføre – det hører, for at nævne en enkelthed, til de nyttige fremskridt, der skete i denne tid, at der blev indført husnumre –; men ligesom den hele forandring af byens styrelse ved den hensynsløshed, hvormed den havde fundet sted, havde vakt megen uvilje, således blev Holstein draget ind med i det had, som Struensee og de, der stod ham nær, vakte imod sig. Samtidige forfattere har skildret ham som både frivol og uduelig. Naturligvis drog Struensee ham med i sit fald, han mistede efter 17. januar 1772 straks stillingen som overpræsident, og vel fik han sin tidligere amtmandsplads i Tønder tilbage, men kun for ogsaa at blive fjernet fra den 6 måneder senere med en forholdsvis ringe pension. Siden levede han som privatmand i Altona; han døde 1. november 1789.

## Skriftlige arbejder
Sit otium brugte han blandt andet til at affatte en slags historisk skildring af Frederik 4.’s, Christian 6.’s, Frederik 5.’s og Christian 7.’s historie, en skildring, som han synes at have bestemt til at blive offentliggjort. Der er for meget løst i den, til at dette håndskrift, der findes i Rigsarkivet, fortjener at trykkes; men det indeholder interessante enkeltheder og bemærkninger. Desuden samlede han en ikke ringe mængde aktstykker, der for en stor del er optagne i Adam Christian Gasparis Urkunden u. Materialien (1789). I dette værk findes også en af ham forfattet Ausführliche cameralistisch-oeconomische Beschreibung des Amtes Tondern.
Holstein, som 1758 blev kammerherre og 1768 Ridder af Dannebrog, ægtede 1763 Amalie Sophie Buchwald (født 9. maj 1748 død 29. maj 1823).